# Аміна Шах
Аміна Шах (англ. Amina Shah; 31 жовтня 1918 р. — 19 січня 2014 р.), пізніше відома як Аміна Максвелл-Хадсон (англ. Amina Maxwell-Hudson) — британська упорядниця суфійських оповідок і народних казок й багаторічна очільниця Коледжу оповідачів казок. Вона була сестрою суфійських письменників Ідріса Шаха та Омара Алі-Шаха, а також донькою Сірдара Ікбала Алі Шаха та Саїри Єлизавети Луїзи Шах. Її племінник — письменник-мандрівник і режисер-документаліст Тахір Шах; її племінниці Сафія Шах та письменниця та режисер документального кіно Саїра Шах.

## Походження й життєпис
Аміна Шах народилась у видатній родині Саадат (= арабська множина Саїдідів), яка мала свій прабатьківський будинок у Пагмані, неподалік Кабула. Її дідусь по батькові Саїд Амджад Алі Шах був набобом Сардани в північно-індійському штаті Уттар-Прадеш. Князівство було завойоване її пращуром Джан-Фішан ханом під час британського урядування, а раніше управлялось принцесою-воїтельницею, за походженням кашміркою Бегум Самру.
Її кар'єра фольклористки й авторки тривала сімдесят років. Протягом усього цього часу вона багато подорожувала, збираючи оповідки та вивчаючи фольклор. Її мандрівки пролягли Африкою та Близьким Сходом, через джунглі Сараваку, австралійською глибинкою, Афганістаном тощо.
Доріс Лессінг, яка стала студенткою суфізму Ідріса Шаха в 1960-х, підтримувала зусилля родини Шахів поширювати подібні повчальні оповідки на Заході і написала вступ до оповідки Аміни Шах «Казка про чотирьох дервишів» (The Tale of the Four Dervishes).
Аміна Шах вийшла заміж і стала Аміною Максвелл-Хадсон. Вона померла в Голдерс Грін (Лондон) 19 січня 2014 року в 95-річному віці.